# Rouvray (Côte-d’Or)
Rouvray ist eine französische Gemeinde mit 503 Einwohnern (Stand: 1. Januar 2022) im Département Côte-d’Or in der Region Bourgogne-Franche-Comté. Sie gehört zum Arrondissement Montbard und ist Mitglied im Gemeindeverband Communauté de communes de Saulieu-Morvan. Die Bewohner werden Rouvraisiens und Rouvraisiennes genannt.

## Geografie

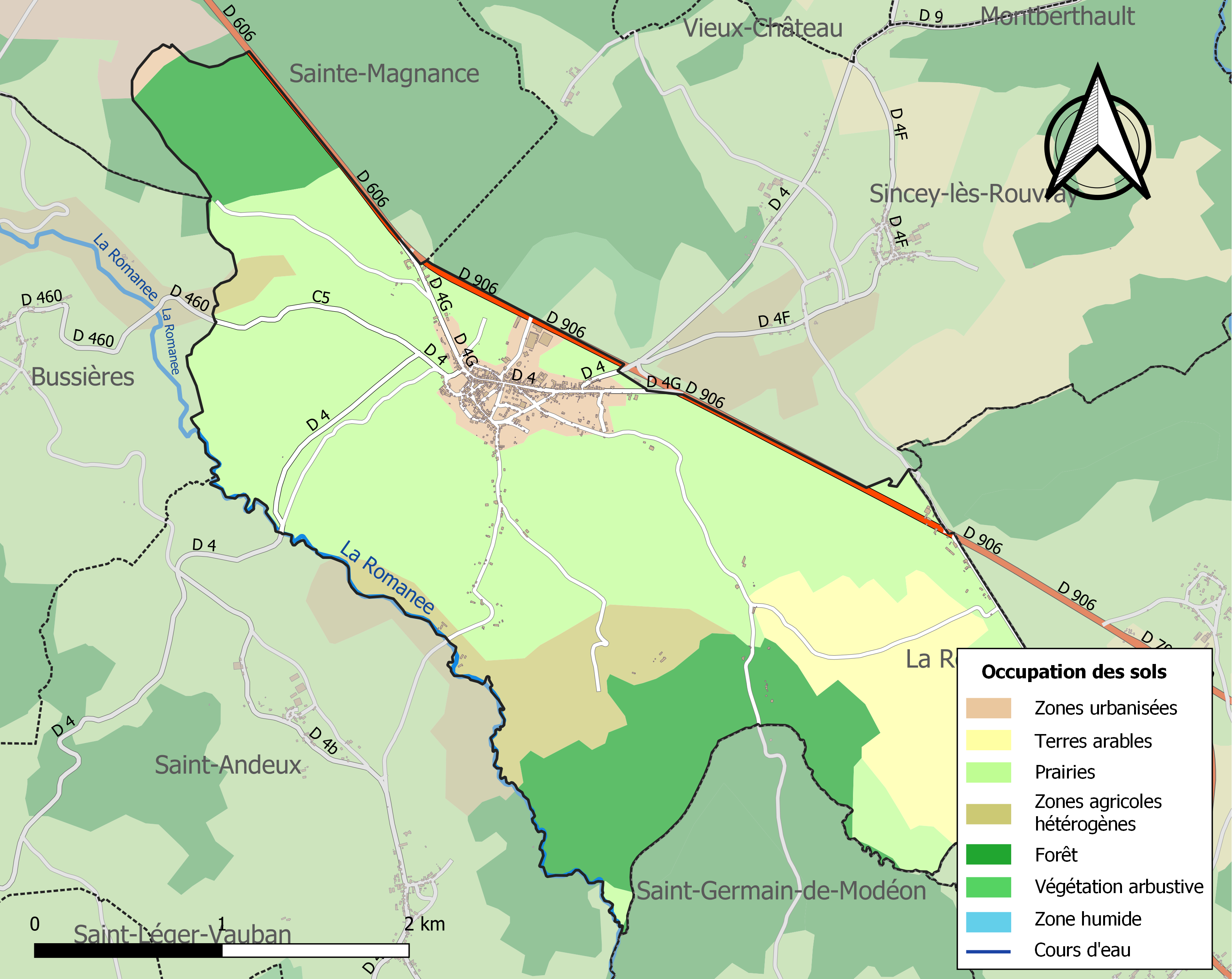
Bodennutzung, Hydrografie und Infrastruktur der Gemeinde (2018)

Rouvray liegt im Granitmassiv Morvan, etwa 19 Kilometer nordnordwestlich von Saulieu und etwa 72 Kilometer westnordwestlich von Dijon. Die Gemeinde befindet sich im Regionalen Naturpark Morvan im Einzugsgebiet der Seine. Ihr Gebiet wird von der Romanée entwässert, die entlang der südwestlichen Gemeindegrenze fließt, außerdem von ihren Zuflüssen Tournesac, Vernidard und verschiedenen kleineren Bächen.
Das Gebiet von Rouvray ist Teil von drei ZNIEFF-Naturzonen. Über drei Viertel der Fläche der Gemeinde werden landwirtschaftlich genutzt (Grünland oder Kulturboden), 18,4 % sind bewaldet.
Umgeben wird Rouvray von den Nachbargemeinden Bussières im Nordwesten, Sainte-Magnance im Norden, Sincey-lès-Rouvray im Nordosten, La Roche-en-Brenil im Osten, Saint-Germain-de-Modéon im Süden und Saint-Andeux im Südwesten.

## Bevölkerungsentwicklung
| Rouvray: Einwohnerzahlen von 1793 bis 2020                                                                                 | Rouvray: Einwohnerzahlen von 1793 bis 2020 | Rouvray: Einwohnerzahlen von 1793 bis 2020 | Rouvray: Einwohnerzahlen von 1793 bis 2020 | Rouvray: Einwohnerzahlen von 1793 bis 2020 |
| --- | ------------------------------------------ | ------------------------------------------ | ------------------------------------------ | ------------------------------------------ |
| Jahr |                                            |                                            |                                            | Einwohner                                  |
| 1793 | 1793                                       |                                            | 900                                        | 900                                        |
| 1800 | 1800                                       |                                            | 798                                        | 798                                        |
| 1806 | 1806                                       |                                            | 960                                        | 960                                        |
| 1821 | 1821                                       |                                            | 950                                        | 950                                        |
| 1831 | 1831                                       |                                            | 1.023                                      | 1.023                                      |
| 1836 | 1836                                       |                                            | 1.077                                      | 1.077                                      |
| 1841 | 1841                                       |                                            | 1.165                                      | 1.165                                      |
| 1846 | 1846                                       |                                            | 1.024                                      | 1.024                                      |
| 1851 | 1851                                       |                                            | 1.124                                      | 1.124                                      |
| 1856 | 1856                                       |                                            | 965                                        | 965                                        |
| 1861 | 1861                                       |                                            | 956                                        | 956                                        |
| 1866 | 1866                                       |                                            | 945                                        | 945                                        |
| 1872 | 1872                                       |                                            | 968                                        | 968                                        |
| 1876 | 1876                                       |                                            | 963                                        | 963                                        |
| 1881 | 1881                                       |                                            | 943                                        | 943                                        |
| 1886 | 1886                                       |                                            | 925                                        | 925                                        |
| 1891 | 1891                                       |                                            | 863                                        | 863                                        |
| 1896 | 1896                                       |                                            | 814                                        | 814                                        |
| 1901 | 1901                                       |                                            | 780                                        | 780                                        |
| 1906 | 1906                                       |                                            | 748                                        | 748                                        |
| 1911 | 1911                                       |                                            | 748                                        | 748                                        |
| 1921 | 1921                                       |                                            | 661                                        | 661                                        |
| 1926 | 1926                                       |                                            | 656                                        | 656                                        |
| 1931 | 1931                                       |                                            | 619                                        | 619                                        |
| 1936 | 1936                                       |                                            | 621                                        | 621                                        |
| 1946 | 1946                                       |                                            | 637                                        | 637                                        |
| 1954 | 1954                                       |                                            | 587                                        | 587                                        |
| 1962 | 1962                                       |                                            | 607                                        | 607                                        |
| 1968 | 1968                                       |                                            | 576                                        | 576                                        |
| 1975 | 1975                                       |                                            | 445                                        | 445                                        |
| 1982 | 1982                                       |                                            | 555                                        | 555                                        |
| 1990 | 1990                                       |                                            | 601                                        | 601                                        |
| 1999 | 1999                                       |                                            | 580                                        | 580                                        |
| 2006 | 2006                                       |                                            | 627                                        | 627                                        |
| 2013 | 2013                                       |                                            | 586                                        | 586                                        |
| 2020 | 2020                                       |                                            | 490                                        | 490                                        |
| Quelle(n): EHESS/Cassini bis 1999, INSEE ab 2006 Anmerkung(en): Ab 1962 offizielle Zahlen ohne Einwohner mit Zweitwohnsitz |                                            |                                            |                                            |                                            |

## Sehenswürdigkeiten

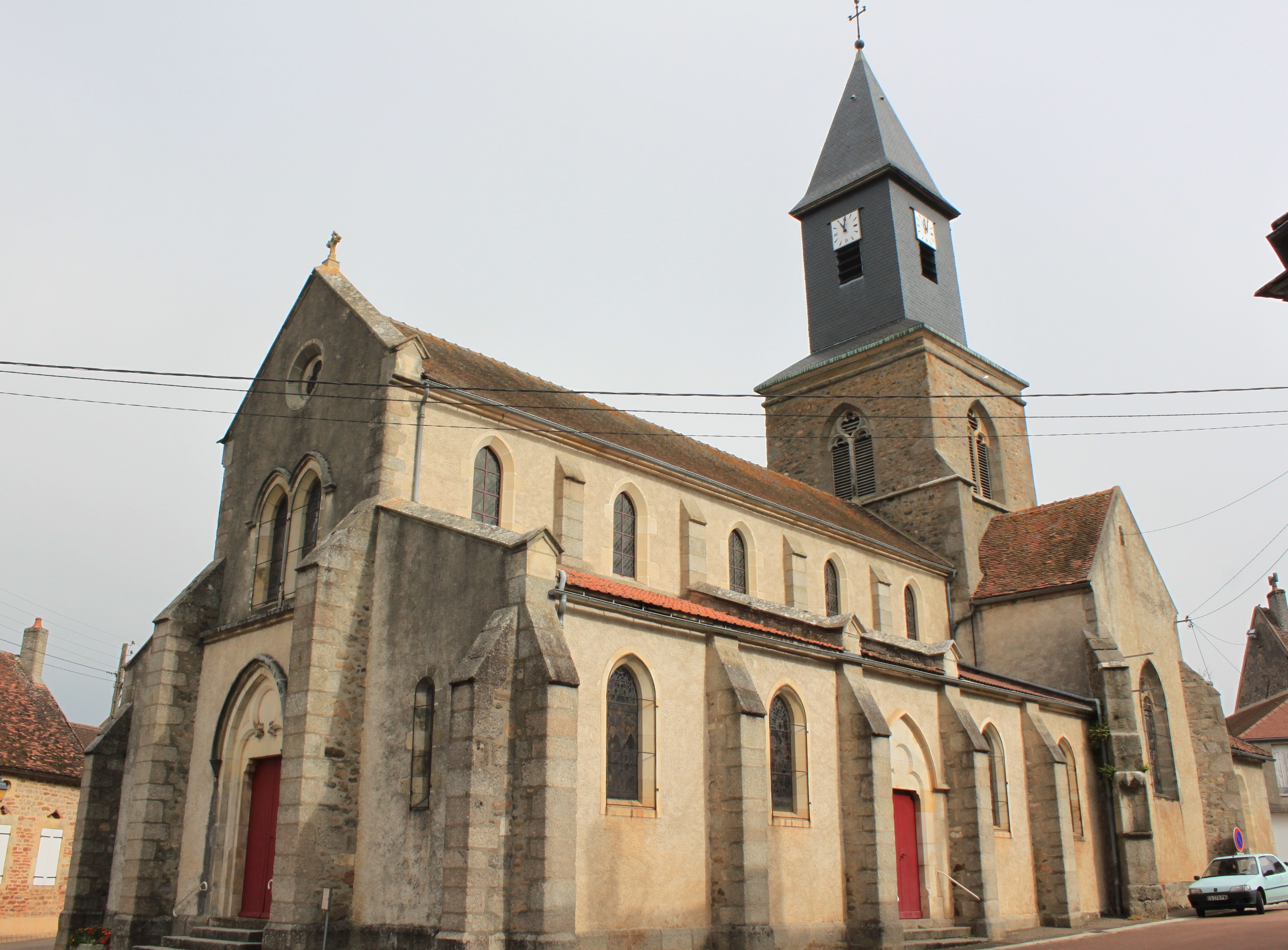
Kirche Saint-Didier
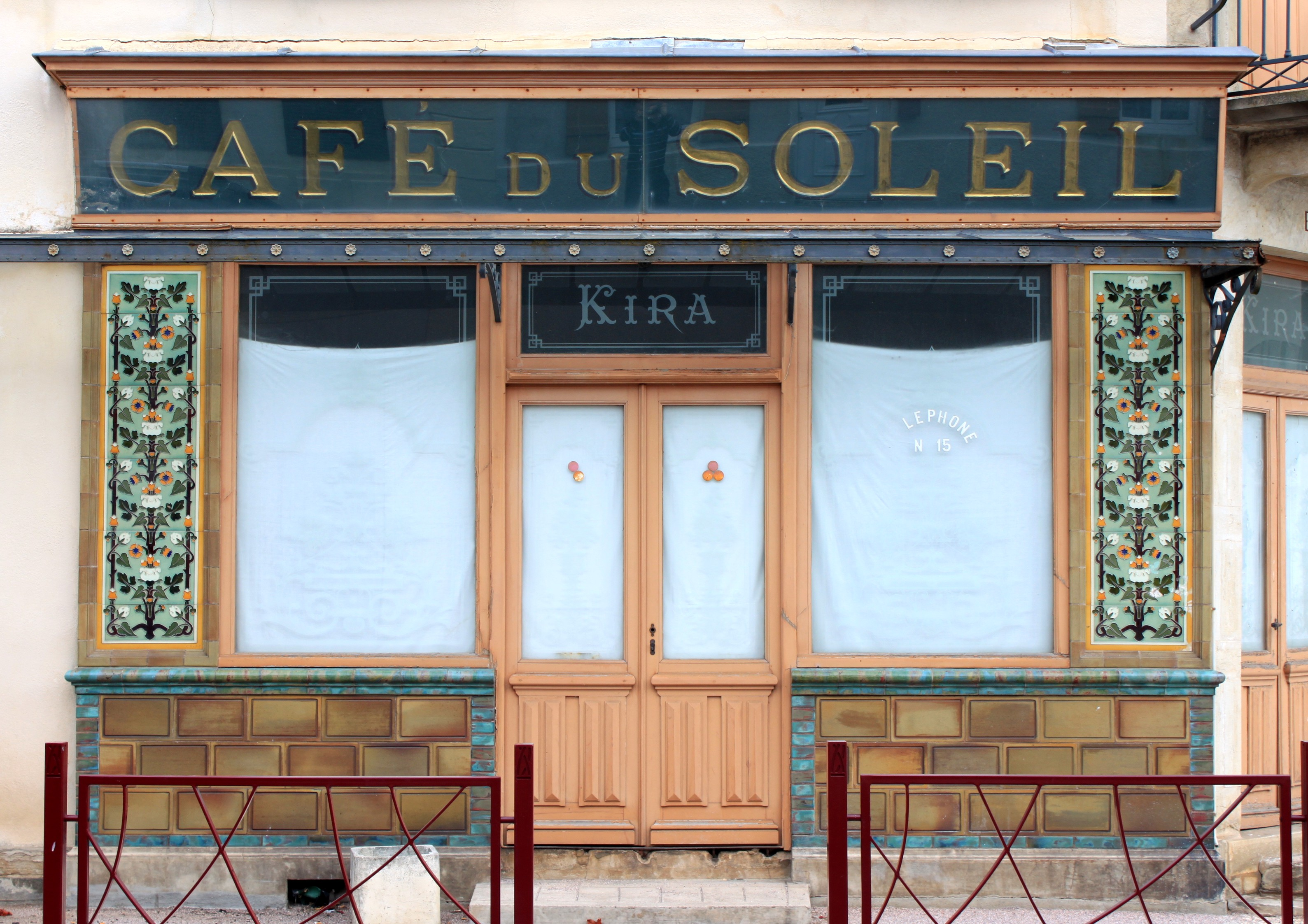
Café du Soleil aus dem 20. Jahrhundert mit Art-déco-Fassade
- Wasserturm

- Kirche Saint-Didier
- Café du Soleil

## Verkehr
Die Departementsstraße 906, die ehemalige Route nationale 6, durchquert das Gemeindegebiet von Nordwest nach Südost und verbindet es mit Avallon über Sainte-Magnance im Nordwesten und mit Saulieu über La Roche-en-Brenil im Südosten.
Busse der regionalen Transportgesellschaft auf der Linie von Avallon nach Autun über Saulieu bedienen eine Haltestelle in der Gemeinde.